# 武汉市第十七中学

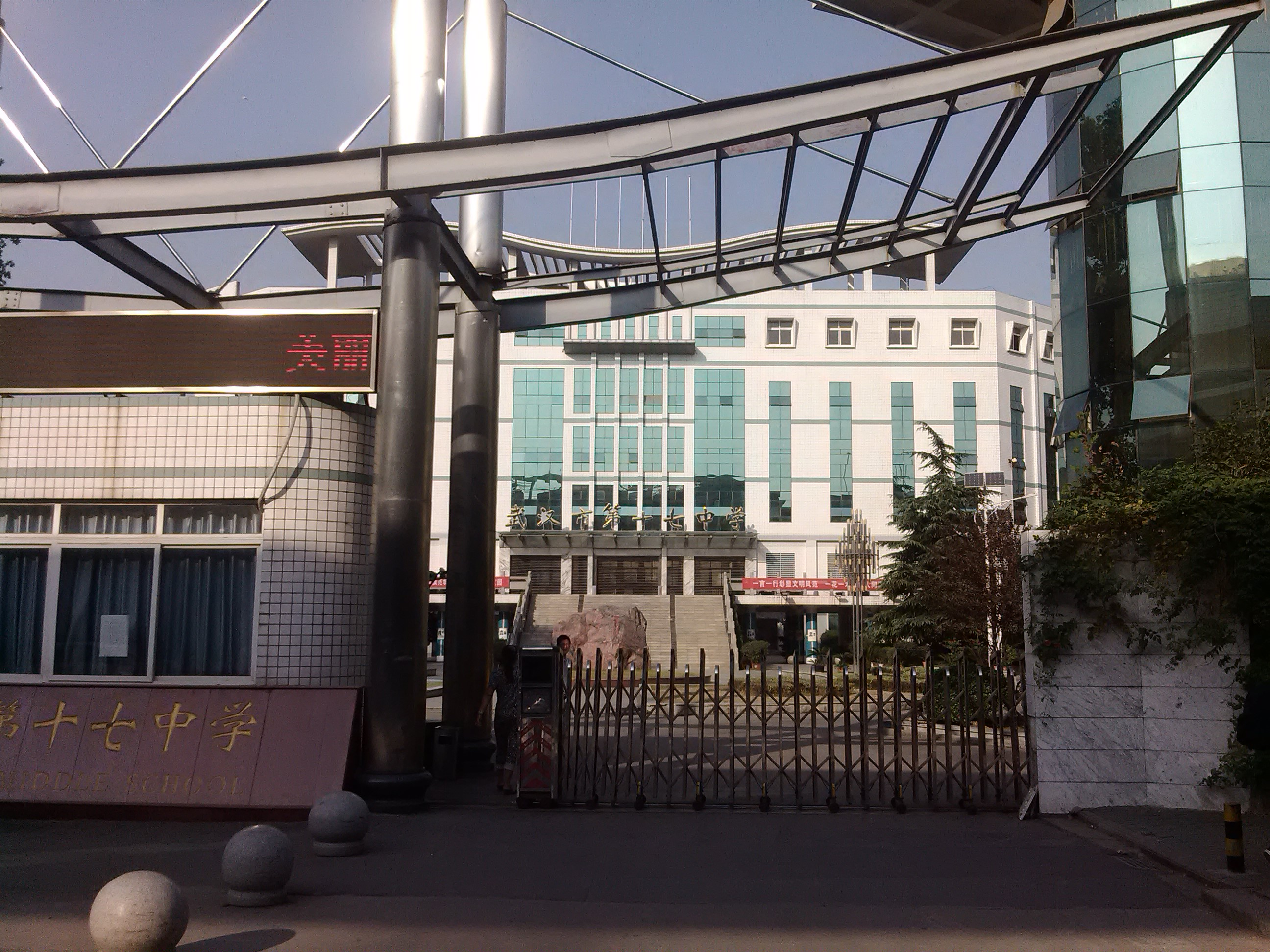
武汉市第十七中学大门

武汉市第十七中学，简称武汉十七中或17中，位于湖北省武汉市解放大道、建设大道相交之处，前身为成立于1936年的汉口二女中。学校占地42085平方米，学生近3000名，教师近200名。现校区为2003年所建，分东西两部分布局。东区有绿化广场、艺术馆、科技楼、教学大楼、行政办公楼；西区有标准田径场、足球场、标准篮球场、乒乓球区。校内还有生物园、盆景园、艺术长廊等设施。现已有5名特级、省级骨干教师、65名高级教师。校训为“厚德、砺志、尚文、求美”。